# Liste des chapitres de Ken-ichi (2e partie)
Cet article est un complément de l’article sur le manga Ken-ichi. Il contient la liste des volumes de la seconde saison du manga parus en presse, avec les chapitres qu’ils contiennent. Il fait suite à Liste des chapitres de Ken-ichi (1re partie). Les titres français sont des traductions non officielles.
La version française est éditée par Kurokawa en plusieurs saisons : la première contenant 29 volumes est sortie entre mars 2008 et février 2013. La seconde est publiée depuis septembre 2013.

## Volumes reliés

### Saison 2:Les disciples de l'ombre
| no | Japonais          | Japonais          | Français          | Français          |
| no | Date de sortie    | ISBN              | Date de sortie    | ISBN              |
| --- | ----------------- | ----------------- | ----------------- | ----------------- |
| 30 | 11 août 2008      | 978-4-09-121450-8 | 12 septembre 2013 | 978-2-351-42911-2 |
| Couverture : Ken-ichiListe des chapitres : - Battle 268 - La lumière des poings d'assassin (殺人拳の啓蒙, Setsuninken no keimō) - Battle 269 - Yomi in the High School - Battle 270 - Les poings de la destruction (殲滅の拳士, Senmetsu no ken-shi) - Battle 271 - La détermination est un art martial (武道家の覚悟, Butōka no kakugo) - Battle 272 - La nuit des supers maîtres (超人ミッドナイト, Chōjin middonaito) - Battle 273 - Accomplir une mission (命令遂行, Meirei suikō) - Battle 274 - Les qualités d'un disciple (弟子の本分, Deshi no honbun) - Battle 275 - Le lien entre un maître et son disciple (以心伝心, Ishindenshin) - Battle 276 - Les capacités d'un disciple (弟子の本領, Deshi no honryō) - Battle 277 - L'unité se tient debout (一致団結, Itchi danketsu)                                                                               |                   |                   |                   |                   |
| 31 | 18 novembre 2008  | 978-4-09-121508-6 | 14 novembre 2013  | 978-2-351-42912-9 |
| Couverture :Liste des chapitres : - Battle 278 - Dans le même bateau (呉越同舟, Goetsudōshū) - Battle 279 - Combat à cheval (馬上の攻防, Moue no kōbō) - Battle 280 - Le musée du combat (戦いの館, Tatakai no yakata) - Battle 281 - La personne qui connaît les points faibles (弱点を知る者, Jakuten o shirumono) - Battle 282 - La terreur du poing meurtrier ! (恐怖！殺人拳, Kyōfu! Setsuninken) - Battle 283 - Graine de terreur (恐怖のタネ, Kyōfu no tane) - Battle 284 - Les règles de ton monde (武器の世界, Buki no sekai) - Battle 285 - Reprend ton épée ! (剣をとれ！, Ken o tore!) - Battle 286 - Le gars de Tsubanari (鍔鳴りの男, Tsubanari no otoko) - Battle 287 - L'armure de la détermination (決意の防具, Ketsui no bōgu) |                   |                   |                   |                   |
| 32 | 18 février 2009   | 978-4-09-121589-5 | 13 février 2014   | 978-2-351-42952-5 |
| Couverture :Liste des chapitres : - Battle 288 - Détecteur de peur (恐怖センサー, Kyōfu sensā) - Battle 289 - Enterrement (弔いの太刀, Tomurai no tachi) - Battle 290 - Une personne impardonnable (許されざる者, Yuru sarezaru mono) - Battle 291 - Le cœur et l'épée ne font qu'un (心と刀を1つに, Kokoro to katana o Ichi-tsu ni) - Battle 292 - L'épée qui ne peut être cassée (斬れない刀, Kirenai katana) - Battle 293 - Le retour des soldats ! (コマンド再び！！, Komando futatabi!!) - Battle 294 - Zone scolaire (臨海学校, Rinkai gakkō) - Battle 295 - L'unité des montagnes (山岳部隊, Sangaku butai) - Battle 296 - La mission commence ! (ミッション発動！, Misshon hatsudō!) - Battle 297 - Pause forcée ! (強行突破！！, Kyōkō toppa!!) |                   |                   |                   |                   |
| 33 | 17 avril 2009     | 978-4-09-121893-3 | 10 avril 2014     | 978-2-351-42983-9 |
| Couverture :Liste des chapitres : - Battle 298 - La flûte enchantée du démon (召喚魔笛, Shōkan mateki) - Battle 299 - Agent secret (潜伏の男, Senpuku no otoko) - Battle 300 - Contre mission (バーサス・ミッション, Bāsasu misshon) - Battle 301 - Partenariat suprême ! (究極タッグ！！, Kyūkyoku taggu!!) - Battle 302 - Les humains évoluent (進歩する人種, Shinpo suru jinshu) - Battle 303 - Un combat à mort déterminé (決死たる覚悟, Kesshitaru kakugo) - Battle 304 - La décision du maître et de son disciple (師弟の選択, Shitei no sentaku) - Battle 305 - Le son persistent de la victoire (勝負の余韻, Shōbu no yoin) - Battle 306 - Ce que l’œil ne peut pas voire (目に見えぬもの, Me ni mienu mono) - Battle 307 - La pire dissonance (最悪の相性, Saiaku no aishō) - Battle 308 - Combattre de ma propre façon (“ボク流”の戦い, “Boku-ryū” notatakai) |                   |                   |                   |                   |
| 34 | 17 juillet 2009   | 978-4-09-121693-9 | 12 juin 2014      | 978-2-351-42984-6 |
| Couverture :Liste des chapitres : - Battle 309 - Présage d'une catastrophe imminente (災いの予感, Wazawai no yokan) - Battle 310 - Une situation cruciale ! (危機一髪！！, Kikiippatsu!!) - Battle 311 - Combat de course (技撃軌道戦, Waza gekidō michi-sen) - Battle 312 - Le dieu mortel du métro Muay Tahi (裏ムエタイ界の死神, Ura muetai-kai no shinigami) - Battle 313 - Chacun ses goûts (適材適所, Tekizai tekisho) - Battle 314 - Trouble-fête (トラブルメーカー, Toraburumēkā) - Battle 315 - Vraie personnalité (本当の自分, Hontō no jibun) - Battle 316 - Un petit changement (ちょっとした変化, Chottoshita henka) - Battle 317 - Le meilleur entraînement (最高の修行, Saikō no shugyō) - Battle 318 - Boxe souterraine (裏ボクシング, Ura bokushingu)                                                                                                  |                   |                   |                   |                   |
| 35 | 17 septembre 2009 | 978-4-09-121730-1 | 28 août 2014      | 978-2-351-42985-3 |
| Couverture :Liste des chapitres : - Battle 319 - Le plus grand inconvénient (最大の欠点, Saidai no ketten) - Battle 320 - Être tenace mène à la victoire (勝利への執念, Shōri e no shūnen) - Battle 321 - Full Power (“全力”, “Zenryoku”) - Battle 322 - Barbe et liens (ヒゲと絆, Hige to kizuna) - Battle 323 - La chance vient à ceux qui sourient ! (笑う門には福来たる！？, Waraukado ni wa Fukuraitaru!?) - Battle 324 - Chacun ses intentions (それぞれの意図, Sorezore no ito) - Battle 325 - La fête sinistre (禍々しき宴, Magamagashiki utage) - Battle 326 - Les choses que l'on devrait protéger (守るべき者, Mamorubeki-sha) - Battle 327 - La marche du maître ! (達人マッチ！！, Tatsujin matchi!!) - Battle 328 - Ouverture complète ? (隙だらけ！？, Suki-darake!?)                                                                                    |                   |                   |                   |                   |
| 36 | 18 décembre 2009  | 978-4-09-122026-4 | 13 novembre 2014  | 978-2-351-42986-0 |
| Couverture :Liste des chapitres : - Battle 329 - 怒れる達人 (Okoreru tatsujin) - Battle 330 - タイマー作動！！ (Taimā sadō!!) - Battle 331 - 手加減不要 (Tekagen fuyō) - Battle 332 - 海の上を…！ (Umi no ue o…!) - Battle 333 - エンターテイナー (Entāteinā) - Battle 334 - フィナーレ (Fināre) - Battle 335 - 強くなれ！ (Tsuyokunare!) - Battle 336 - ふつーの娘 (Futsū no musume) - Battle 337 - せっかくの機会 (Sekkaku no kikai) - Battle 338 - 提案 (Teian) |                   |                   |                   |                   |
| 37 | 18 février 2010   | 978-4-09-122147-6 | 8 janvier 2015    | 978-2-351-42987-7 |
| Couverture :Liste des chapitres : - Battle 339 - 対応策を…！！ (Taiō-saku o…!!) - Battle 340 - 発展の理 (Hatten no ri) - Battle 341 - 超えるべき壁 (Koerubeki kabe) - Battle 342 - 努力の芽 (Doryoku no me) - Battle 343 - 重心力！！ (Jūshin-ryoku!!) - Battle 344 - 決闘前日！！ (Kettō zenjitsu!!) - Battle 345 - スロースターター！？ (Surōsutātā!?) - Battle 346 - 恐怖の種 (Kyōfu no tane) - Battle 347 - 奥の手！？ (Okunote!?) - Battle 348 - 孤るい抜き (Ko rui nuki) |                   |                   |                   |                   |
| 38 | 18 mai 2010       | 978-4-09-122295-4 | 9 avril 2015      | 978-2-368-52117-5 |
| Couverture :Liste des chapitres : - Battle 349 - 突入開始！！ (Totsunyū kaishi!!) - Battle 350 - 救出戦！！ (Kyūshutsu-sen!!) - Battle 351 - グッバイ (Gubbai) - Battle 352 - 谷本 夏 (Tanimoto natsu) - Battle 353 - 真の姿 (Shin no Sugata) - Battle 354 - “死合い” (“Shiai”) - Battle 355 - ＹＯＭＩ、決す！！ (Yomi, kessu!!) - Battle 356 - ほのかの約束 (Honoka no Yakusoku) - Battle 357 - 兼一の選択 (Ken'ichi no Sentaku) - Battle 358 - 武器組と無手組 (Buki-gumi to Mute-gumi) |                   |                   |                   |                   |
| 39 | 16 juillet 2010   | 978-4-09-122417-0 | 27 août 2015      | 978-2-368-52118-2 |
| Couverture :Liste des chapitres : - Battle 359 - 赤羽刀 (Akaba Netō) - Battle 360 - 名刀争奪戦！！ (Meitō sōdatsu-sen!!) - Battle 361 - 刹那丸と赤羽刀 (Setsuna Maru to Akaba Netō) - Battle 362 - 救世主現る！？ (Kyūseishu genru!?) - Battle 363 - 局地戦！！ (Kyokuchi-sen!!) - Battle 364 - 真の達人たち (Shin no Tatsujin-tachi) - Battle 365 - 櫛灘流柔術 (Kushi Nada-ryū jūjutsu) - Battle 366 - 不吉な言葉 (Fukitsuna kotoba) - Battle 367 - 逃げない力 (Nigenai chikara) - Battle 368 - レベルアップ？ (Reberu Appu?) |                   |                   |                   |                   |
| 40 | 18 octobre 2010   | 978-4-09-122620-4 | 10 décembre 2015  | 978-2-368-52119-9 |
| Couverture :Liste des chapitres : - Battle 369 - 田中勤 (Tanaka Tsutomu) - Battle 370 - 交流組手 (Kōryū kude) - Battle 371 - 似た者同士？ (Nitamono dōshi?) - Battle 372 - 対武器戦！！ (Tai buki-sen!!) - Battle 373 - 共闘者たち (Kyōtō-sha-tachi) - Battle 374 - 対、武器！！ (Tai, buki!!) - Battle 375 - 総力戦 (Sōryoku-sen) - Battle 376 - 思わぬ難関 (Omowanu nanka) - Battle 377 - 斬られた！？ (Kira reta!?) - Battle 378 - 武器組の弟子 (Buki-gumi no deshi) |                   |                   |                   |                   |
| 41 | 18 janvier 2011   | 978-4-09-122767-6 | 10 mars 2016      | 978-2-368-52120-5 |
| Couverture : Shio, Akisame, KenseiListe des chapitres : - Battle 379 - 久賀舘流杖術 (Kugatachi-ryū tsue-jutsu) - Battle 380 - 謹慎 (Kinshin) - Battle 381 - リアクション (Riakushon) - Battle 382 - 沖縄へ！！ (Okinawa e!!) - Battle 383 - 心強い友！？ (Kokoro Tsuyoi tomo!?) - Battle 384 - 正面突破！！ (Shōmen toppa!!) - Battle 385 - 拠点侵攻 (Kyoten shinkō) - Battle 386 - 全面衝突 (Zenmen shōtotsu) - Battle 387 - しぐれVS.西の槍 (Shigure vs. Nishi no yari) - Spécial - ～山より来たりし男の子～ (Yama yori ki tari shi otokonoko) |                   |                   |                   |                   |
| 42 | 18 avril 2011     | 978-4-09-122850-5 | _                 |                   |
| Couverture : Shigure, TochûmaruListe des chapitres : - Battle 388 - 馬VS.秋雨 (Uma vs. Akisame) - Battle 389 - 秋雨VS.“東の槍” (Akisame vs. “Azuma no yari”) - Battle 390 - 馬VS.狂剣のイザヨイ (Uma vs. Kyō ken no Izayoi) - Battle 391 - 逆鬼VS.中央の槍 (Gyaku oni vs. Chūō no yari) - Battle 392 - 決戦開始 (Kessen kaishi) - Battle 393 - 秋雨流情報戦 (Akisame-ryū jōhō-sen) - Battle 394 - 裏ムエタイ界での出会い (Ura muetai-kai de no deai) - Battle 395 - 裏ムエタイ界 (Ura muetai-kai) - Battle 396 - ムエボーラン (Muebōran) - Battle 397 - 仇討ち (Adauchi) |                   |                   |                   |                   |
| 43 | 18 mai 2011       | 978-4-09-122869-7 | _                 |                   |
| Couverture : Apachai, Ken-ichiListe des chapitres : - Battle 398 - 弟子の意地 (Deshi no iji) - Battle 399 - 心の叫び (Kokoro no sakebi) - Battle 400 - 壮絶なる決着 (Sōzetsunaru ketchaku) - Battle 401 - 砕かれた魂 (Kudaka reta tamashī) - Battle 402 - 心の淵 (Kokoro no fuchi) - Battle 403 - 立ち上がらせるもの (Tachiagara seru mono) - Battle 404 - 絶対なる基本技 (Zettai naru kihon-waza) - Battle 405 - 死んでも (Shindemo) - Battle 406 - “力”の道 (“Chikara” no michi) - Battle 407 - 死神との別れ (Shinigami to no wakare) |                   |                   |                   |                   |
| 44 | 18 octobre 2011   | 978-4-09-123334-9 | _                 |                   |
| Couverture : Ken-ichi, Rimi KokoroneListe des chapitres : - Battle 408 - 戦い終えて (Tatakai oete) - Battle 409 - おたずねもの (O tazunemono) - Battle 410 - 少年探偵団？ (Shōnen tantei-dan?) - Battle 411 - 誓いを果たす時 (Chikai o hatasu toki) - Battle 412 - 僧兵 (Sōhei) - Battle 413 - 裏切り者 (Uragiri mono) - Battle 414 - 前門の虎 後門の狼 (Zenmon no tora kōmon no ōkami) - Battle 415 - ディスクをめぐる攻防 (Disuku o meguru kōbō) - Battle 416 - 援軍到着！ (Engun tōchaku!) - Battle 417 - 速すぎる彼女 (Haya sugiru kanojo) |                   |                   |                   |                   |
| 45 | 18 novembre 2011  | 978-4-09-123384-4 | _                 |                   |
| Couverture : MiuListe des chapitres : - Battle 418 - 六徳の感 (Roku toku no kan) - Battle 419 - 友情の総力戦 (Yūjō no sōryoku-sen) - Battle 420 - データの行方 (Dēta no yukue) - Battle 421 - VS.黒幕の達人 (VS. Kuromaku no tatsujin) - Battle 422 - 怒りの逆鬼 (Ikari no gyaku oni) - Battle 423 - しんてん (Shin ten) - Battle 424 - 一般庶民観察日記 (Ippan shomin kansatsu nikki) - Battle 425 - 聞きたい！ (Kikitai!) - Battle 426 - 暗鶚の謎 (Kuramisago no nazo) - Battle 427 - 無人の里 (Mujin no sato) |                   |                   |                   |                   |
| 46 | 16 mars 2012      | 978-4-09-123564-0 | _                 |                   |
| Couverture : Shio, Akira Hongô Extra : Au Japon, le tome 46 (ISBN 978-4-09-941722-2) est sorti en édition limitée contenant un DVD.Liste des chapitres : - Battle 428 - 本郷の問い (Hongō no toi) - Battle 429 - なぜ死んだ？ (Naze shinda?) - Battle 430 - 砕牙と静羽 (Saiga to Shizuha) - Battle 431 - 来たるべき死闘 (Kitarubeki shitō) - Battle 432 - 一影九拳の企み (Ichieikyūken no takurami) - Battle 433 - 動き出した2人 (Ugokidashita Ni-ri) - Battle 434 - 闇の騎士団 (Yami no kishi-dan) - Battle 435 - 本物の空手 (Honmono no karate) - Battle 436 - 観の目 (Kan no me) - Battle 437 - 3人の猛者 (San-ri no mosa) |                   |                   |                   |                   |
| 47 | 18 juin 2012      | 978-4-09-123697-5 | _                 |                   |
| Couverture : Extra : Au Japon, le tome 47 (ISBN 978-4-09-941740-6) est sorti en édition limitée contenant un DVD.Liste des chapitres : - Battle 438 - 切磋琢磨 (Sessatakuma) - Battle 439 - おとり潰し (Otori tsubushi) - Battle 440 - 鈴木はじめの夢 (Suzuki Hajime no yume) - Battle 441 - 闇人 (Yami hito) - Battle 442 - 死合い (Shiai) - Battle 443 - わがまま (Wagamama) - Battle 444 - 活人と殺人と (Katsujin to Satsujin to) - Battle 445 - 武術のかたまり (Bujutsu no katamari) - Battle 446 - 怒りの美羽 (Ikari no Miwa) - Battle 447 - 美羽をめぐる攻防 (Miwa o meguru kōbō) |                   |                   |                   |                   |
| 48 | 18 septembre 2012 | 978-4-09-123805-4 | _                 |                   |
| Couverture :Liste des chapitres : - Battle 448 - 美羽の行方 (Miwa no yukue) - Battle 449 - 山奥の里にて (Yamaoku no sato nite) - Battle 450 - ティダード王国 (Tidādo ōkoku) - Battle 541 - 荒療治 (Araryōji) - Battle 452 - 手がかりを追え！ (Tegakari o oe!) - Battle 453 - 王位継承者 (ōi keishō-sha) - Battle 454 - 妃の誓い (Hi no chikai) - Battle 455 - てがかり (Te gakari) - Battle 456 - インダーブルー (Indā Burū) - Battle 457 - 共闘 (Kyōtō) |                   |                   |                   |                   |
| 49 | 16 novembre 2012  | 978-4-09-124010-1 | _                 |                   |
| Couverture : Extra : Au Japon, le tome 49 (ISBN 978-4-09-941805-2) est sorti en édition limitée contenant un DVD.Liste des chapitres : - Battle 458 - ジュナザードの思惑 (Junazādo no omowaku) - Battle 459 - 非情の相手 (Hijō no aite) - Battle 460 - 心のかけら (Kokoro no kakera) - Battle 461 - 次の刺客 (Ji no shikaku) - Battle 462 - 誇りと信念と (Okori to shin'nen to) - Battle 463 - 守るべきもの (Mamorubekimono) - Battle 464 - 約束 (Yakusoku) - Battle 465 - おかえりなさい (Okaerinasai) - Battle 466 - 形見の手甲 (Katami no tekkō) - Battle 467 - 風林寺砕牙 (Fūrinji Saiga) |                   |                   |                   |                   |
| 50 | 18 février 2013   | 978-4-09-124182-5 | _                 |                   |
| Couverture : Ken-ichiListe des chapitres : - Battle 468 - 殺人拳VS.殺人拳 (Setsuninken vs. Setsuninken) - Battle 469 - 前蹴り (Maegeri) - Battle 470 - 詰んだ！！ (Tsunda!!) - Battle 471 - 師と弟子と (Shi to deshi to) - Battle 472 - 次元の差 (Jigen no sa) - Battle 473 - 死中に活 (Shi-chū ni katsu) - Battle 474 - 死の淵 (Shi no fuchi) - Battle 475 - 武への執着 (Bu e no shūchaku) - Battle 476 - 信念のための武 (Shin'nen no tame no Take) - Battle 477 - 内紛勃発！？ (Naifun boppatsu!?) |                   |                   |                   |                   |
| 51 | 17 mai 2013       | 978-4-09-124302-7 | _                 |                   |
| Couverture : Extra : Au Japon, le tome 51 (ISBN 978-4-09-159148-7) est sorti en édition limitée.Liste des chapitres : - Battle 478 - 王の帰還 (Ō no kikan) - Battle 479 - 東の果ての地にて (Azuma no hate no ji nite) - Battle 480 - ２人の距離感 (Ni-ri no kyori-kan) - Battle 481 - ダブルデート (Daburu Dēto) - Battle 482 - 水族館での密会 (Suizokukan de no mikkai) - Battle 483 - アクアリウム決戦！ (Akuariumu kessen!) - Battle 484 - たとえこの身が (Tatoe kono mi ga) - Battle 485 - どきどき！！ (Doki Doki!!) - Battle 486 - それぞれの動機 (Sorezore no dōki) - Battle 487 - 持つ者と持たざる者 (Motsu mono to motazarumono) |                   |                   |                   |                   |
| 52 | 16 août 2013      | 978-4-09-124348-5 | _                 |                   |
| Couverture :Liste des chapitres : - Battle 488 - 決闘の行方 (Kettō no yukue) - Battle 489 - 武の業の輪 (Bu no Gō no Wa) - Battle 490 - さみしいから (Samishīkara) - Battle 491 - 梁山泊総出陣 (Ryōzanpaku sō Shutsujin) - Battle 492 - 違和感 (Iwakan) - Battle 493 - 得体が知れない！ (Etaigashirenai!) - Battle 494 - 極支の男 (Goku Sasō no Otoko) - Battle 495 - 組み合わせ (Kumi awase) - Battle 496 - 活人拳の光 (Katsu hito ken no Hikari) - Battle 497 - 拳聖の計画 (Kensei no Keikaku) |                   |                   |                   |                   |
| 53 | 18 septembre 2013 | 978-4-09-124404-8 | _                 |                   |
| Couverture : Extra : Au Japon, le tome 53 (ISBN 978-4-09-941818-2) est sorti en édition limitée contenant un DVD.Liste des chapitres : - Battle 498 - 嵐の前の… (Arashi no mae no…) - Battle 499 - 武の陰にあるもの (Take no in ni aru mono) - Battle 500 - 開戦！ (Kaisen!) - Battle 501 - それぞれの戦い (Sorezore no Tatakai) - Battle 502 - 愛のために (Ai no tame ni) - Battle 503 - 愛されるために (Ai sa reru tame ni) - Battle 504 - ＹＯＭＩの実力 (Yomi no Jitsuryoku) - Battle 505 - 惜しがり屋 (Oshi gari-ya) - Battle 506 - 喰らい合い (Kurai ai) - Battle 507 - 志場のヒント (Kokoro zashi-ba no Hinto) |                   |                   |                   |                   |
| 54 | 18 novembre 2013  | 978-4-09-124493-2 | _                 |                   |
| Couverture : Extra : Au Japon, le tome 54 (ISBN 978-4-09-941824-3) est sorti en édition limitée contenant un DVD.Liste des chapitres : - Battle 508 - 黒幕の登場 (Kuromaku no Tōjō) - Battle 509 - 生死をかけた刹那 (Seishi wo kaketa setsuna) - Battle 510 - 気の暴走 (Ki no Bōsō) - Battle 511 - 飛んで！ (Tonde!) - Battle 512 - あの技 (Ano waza) - Battle 513 - それぞれの限界 (Sorezore no Genkai) - Battle 514 - 愛の果てに (Ai no hate ni) - Battle 515 - 外道 (Gedō) - Battle 516 - 武術をやる意味 (Bujutsu o yaru imi) - Battle 517 - 30秒の攻防 (San-jū-byō no Kōbō) |                   |                   |                   |                   |
| 55 | 18 février 2014   | 978-4-09-124561-8 | _                 |                   |
| Couverture : Extra : Au Japon, le tome 55 (ISBN 978-4-09-941826-7) est sorti en édition limitée contenant un DVD.Liste des chapitres : - Battle 518 - 捨て身の果てに (Sutemi no Hate ni) - Battle 519 - 局地戦の決着 (Kyokuchi-sen no Ketchaku) - Battle 520 - 闇への道標 (Yami e no Michishirube) - Battle 521 - 田中勤の真実 (Tanaka Tsutomu no Shinjitsu) - Battle 522 - 思想が生んだ悲劇 (Shisō ga unda higeki) - Battle 523 - 止められない (Tomerarenai) - Battle 524 - 守れよ (Mamore yo) - Battle 525 - 死闘の果てに (Shitō no Hateni) - Battle 526 - 闇を抜けた者 (Yami o nuketa mono) - Battle 527 - 武器組の足音 (Buki-gumi no Ashioto) |                   |                   |                   |                   |
| 56 | 16 mai 2014       | 978-4-09-124642-4 | _                 |                   |
| Couverture : Extra : Au Japon, le tome 56 (ISBN 978-4-09-941832-8) est sorti en édition limitée contenant un DVD.Liste des chapitres : - Battle 528 - しぐれちゃんすぺしゃる (Shigure-chan su pesharu) - Battle 529 - 新白連合武器組化？ (Shinpaku Rengō buki-gumi-ka?) - Battle 530 - 渡したいもの (Watashitai mono) - Battle 531 - 八煌断罪刃 (Hachi kira danzai ha) - Battle 532 - 抗えない何か (Aragaenai nanika) - Battle 533 - 闇の強大さ (Yami no Kyōdai-sa) - Battle 534 - 胸騒ぎの正体 (Munasawagi no Shōtai) - Battle 535 - 正面衝突 (Shōmen shōtotsu) - Battle 536 - 活人拳の力 (Katsu hito ken no Chikara) - Battle 537 - 真の狙い (Shin no Nerai) |                   |                   |                   |                   |
| 57 | 18 août 2014      | 978-4-09-125078-0 | _                 |                   |
| Couverture : Extra : Au Japon, le tome 57 (ISBN 978-4-09-159198-2) est sorti en édition limitée.Liste des chapitres : - Battle 538 - 陽動 (Yōdō) - Battle 539 - 陽動の意味 (Yōdō no imi) - Battle 540 - 力の虚 (Chikara no Kyo) - Battle 541 - プロの仕事 (Puro no Shigoto) - Battle 542 - 香坂流最終奥義 (Kōsaka ryū saishū ōgi) - Battle 543 - 長期戦 (Chōki-sen) - Battle 544 - 魔女 (Majo) - Battle 545 - そのネズミを知る男 (Sono nezumi o shiru otoko) - Battle 546 - しぐれと父と兄弟子と (Shigure to Chichi to Anideshi to) - Battle 547 - 闇の進撃 (Yami no Shingeki) |                   |                   |                   |                   |
| 58 | 18 septembre 2014 | 978-4-09-125110-7 | _                 |                   |
| Couverture :Liste des chapitres : - Battle 548 - 新白連合情報部隊 (Shinpaku Rengō jōhō butai) - Battle 549 - 野生の達人 (Yasei no Tatsujin) - Battle 550 - 手がかり (Tegakari) - Battle 551 - 六分儀 (Rokubungi) - Battle 552 - 紀堂貴宵 (Ki Dō ki yoi) - Battle 553 - 交信室の攻防 (Kōshin-shitsu no Kōbō) - Battle 554 - 異文化交流 (Bunkakōryū) - Battle 555 - 別働部隊 (Betsu hata butai) - Battle 556 - 決意と覚悟と (Ketsui to Kakugo to) - Battle 557 - 開戦 (Kaisen) |                   |                   |                   |                   |
| 59 | 17 octobre 2014   | 978-4-09-125319-4 | _                 |                   |
| Couverture :Liste des chapitres : - Battle 558 - 怒りの馬師父 (Ikari no uma shifu) - Battle 559 - 分断 (Bundan) - Battle 560 - 弟子の任務 (Deshi no Ninmu) - Battle 561 - それぞれの役割 (Sorezore no Yakuwari) - Battle 562 - ２人の師の命 (Ni-ri no Shi no Inochi) - Battle 563 - 二つの指令 (Futatsu no Shirei) - Battle 564 - 終焉の時 (Shūen no Toki) - Battle 565 - 殺人拳の合わせ技 (Setsu ninken no Awase-waza) - Battle 566 - 戦の檻 (Sen no Ori) - Battle 567 - 命と名誉と (Inochi to Meiyo to) |                   |                   |                   |                   |
| 60 | 18 novembre 2014  | 978-4-09-125368-2 | _                 |                   |
| Couverture :Liste des chapitres : - Battle 568 - 道のあり方 (Michi no Arikata) - Battle 569 - 空中分解 (Kūchū bunkai) - Battle 570 - 武術とは (Bujutsu to wa) - Battle 571 - 新島を巡る攻防 (Nījima o meguru kōbō) - Battle 572 - 残酷な再会 (Zankokuna saikai) - Battle 573 - 一影の正体 (Ichi Kage no Shōtai) - Battle 574 - 信じるさ (Shinjiru-sa) - Battle 575 - 暗鶚の乱 (Mura Misago no Ran) - Battle 576 - 暗鶚の闇 (Kura Misago no Yami) - Battle 577 - 弟子ＶＳ．達人 (Deshi vs. Tatsujin) |                   |                   |                   |                   |
| 61 | 18 février 2015   | 978-4-09-125627-0 | _                 |                   |
| Couverture :Liste des chapitres : - Battle 578 - 神々の戦場 (Kamigami no Senjō) - Battle 579 - 新たな技 (Aratana-waza) - Battle 580 - 気の掌握 (Ki no Shōaku) - Battle 581 - ミサイルの行方 (Misairu no yukue) - Battle 582 - 貫いたもの (Tsuranuita mono) - Last Battle - 最強への道 (Saikyō e no michi) |                   |                   |                   |                   |

### Shogakukan
1. 1 2  Tome 30
2. 1 2  Tome 31
3. 1 2  Tome 32
4. 1 2  Tome 33
5. 1 2  Tome 34
6. 1 2  Tome 35
7. 1 2  Tome 36
8. 1 2  Tome 37
9. 1 2  Tome 38
10. 1 2  Tome 39
11. 1 2  Tome 40
12. 1 2  Tome 41
13. 1 2  Tome 42
14. 1 2  Tome 43
15. 1 2  Tome 44
16. 1 2  Tome 45
17. 1 2  Tome 46
18. 1 2  Tome 47
19. 1 2  Tome 48
20. 1 2  Tome 49
21. 1 2  Tome 50
22. 1 2  Tome 51
23. 1 2  Tome 52
24. 1 2  Tome 53
25. 1 2  Tome 54
26. 1 2  Tome 55
27. 1 2  Tome 56
28. 1 2  Tome 57
29. 1 2  Tome 58
30. 1 2  Tome 59
31. 1 2  Tome 60
32. 1 2  Tome 61

Édition limitée
1. ↑  Tome 46 - Édition limitée
2. ↑  Tome 47 - Édition limitée
3. ↑  Tome 49 - Édition limitée
4. ↑  Tome 51 - Édition limitée
5. ↑  Tome 53 - Édition limitée
6. ↑  Tome 54 - Édition limitée
7. ↑  Tome 55 - Édition limitée
8. ↑  Tome 56 - Édition limitée
9. ↑  Tome 57 - Édition limitée

### Kurokawa
1. 1 2  Tome 30
2. 1 2  Tome 31
3. 1 2  Tome 32
4. 1 2  Tome 33
5. 1 2  Tome 34
6. 1 2  Tome 35
7. 1 2  Tome 36
8. 1 2  Tome 37
9. 1 2  Tome 38
10. 1 2  Tome 39
11. 1 2  Tome 40
12. 1 2  Tome 41